# مکینتاش

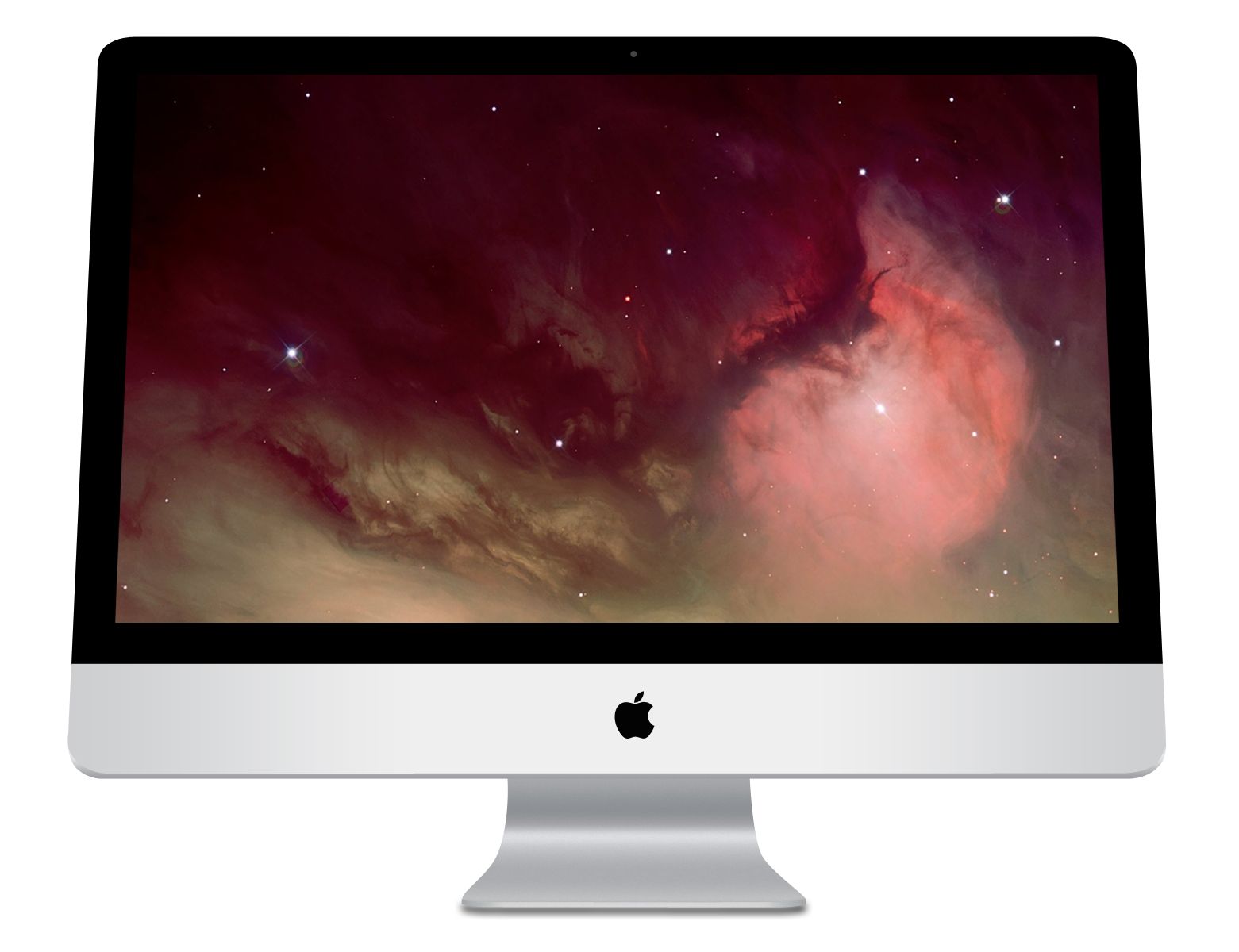
یک آی‌مک مدل سال ۲۰۰۹

مکینتاش (به انگلیسی: Macintosh) یا مک (اختصاری Mac) یک خانواده از رایانه‌های شخصی تولید شده توسط شرکت اپل است. که برای اولین بار در تاریخ ۲۴ ژانویه ۱۹۸۴ تولید شد و اولین رایانه شخصی دارای رابط کاربر گرافیکی بود. همچنین مکینتاش اولیه، اولین کامپیوتر دارای فونت‌های زیبا بود. در حال حاضر میزان تنوع مکینتاش اپل از مک کوچک (Mac mini) هست تا قویترین کارساز‌ها مثل Xserve که همگی ساخته شرکت اپل می‌باشد.
مکینتاش اولیه از موتورولا ۶۸k که از خانواده ریزپردازنده‌ها هستند، استفاده می‌کردند که بعداً تغییر کردند به موتورولا و آی‌بی‌ام پاور پیسی (Power PC) با حروف اختصاری Mac، محدوده‌ای از کامپیوترهای شخصی که توسط شرکت رایانه‌ای اپل در سال ۱۹۸۴ معرفی گردید. مکینتاش بر روی یک واسط گرافیکی کاربر معروف با استفاده آسان تأکید دارد که کامپیوترهای مبتنی بر مجموعه ریزپردازنده‌های ۶۸۰۰۰ موتورولا است. هم‌اکنون نسخه‌های زیادی از این خانواده رایانه های شخصی منتشر شده‌است.

## تاریخچه

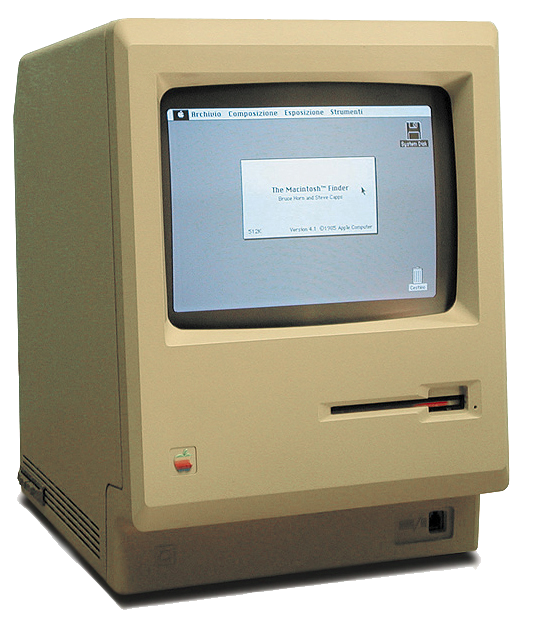
مکینتاش

پروژه مکینتاش از اوایل سال ۱۹۷۹ به وسیله جف راسکین، کارمند اپل آغاز شد. در سپتامبر ۱۹۷۹ راسکین مجاز شد تا روی پروژه کار کند و در آغاز به دنبال یک مهندس کامپیوتر رفت که بتواند یک شکل اولیه داشته باشند و بعد از چند سال راسکین توانست یک تیم برای ساخت اولین مکینتاش درست کنند که از
- Chris Espinosa
- Joanna Hoffman
- George Crow
- Jerry Manock
- Susan Kare
- Andy Hertzfeld

تشکیل شده بودند.

تیم

(البته کمی بعد راسکین برکنار شد و استیو جابز سرپرست این پروژه شد)
Mac OS که مخفف Macintosh Operating System است، نام تجاری یک سری از سیستم‌عامل‌های دارای واسط گرافیکی کاربر است که توسط شرکت Apple برای کامپیوترهای مکینتاش توسعه داده شده‌اند. سیستم‌عامل Mac عموماً به خاطر رابط گرافیکی خوب خود مشهور شده‌است. این سیستم‌عامل برای نخستین بار در سال ۱۹۸۴ با کامپیوتر Macintosh 128K عرضه شد. نسخه‌های اولیه مک اواس تنها با کامپیوترهای مکینتاش که بر مبنای Motorola ۶۸۰۰۰ ساخته شده بودند، سازگار بودند در حالیکه نسخه‌های جدیدتر با کامپیوترهای PowerPC نیز سازگار شدند. اخیراً نیز سیستم‌عامل Mac OS X با کامپیوترهای Intel x۸۶ سازگار شده‌است.
نسخه‌های مختلف مک اواس نخستین سیستم‌عامل مکینتاش شامل دو بخش نرم‌افزاری بود که با نام‌های «System» و"Finder" شناخته می‌شدند که هرکدام از این دو بخش دارای نسخه مخصوص به خود بودند. System ۷٫۵٫۱ نخستین نسخه‌ای بود که در آن آرم مک اواس یک قیافه خندان استفاده شده‌است؛ و نام مک اواس نیز برای اولین بار با Mac OS ۷٫۶ معرفی شد.
سیستم‌عامل مک اواس را می‌توان به دو خانواده مختلف سیستم‌های عامل تقسیم کرد “Classic” Mac OS که شامل سیستم‌عامل عرضه شده در سال ۱۹۸۴ و نسخه‌های بعدی آن تا نسخه Mac OS ۹ می‌شود.Mac OS X (که حرف "X" معرف عدد رومی ۱۰ است) از اجزای Open Step (توابع API تعریف شده برای یک سیستم‌عامل شی گرا که هر سیستم‌عامل مدرنی آن را به عنوان بخشی از هسته خود دارد استفاده می‌کند.
"Classic” Mac OSبا این ویژگی که در آن از خط فرمان استفاده نمی‌شود شناخته می‌شود. این سیستم‌عاملِ کاملاً گرافیکی، بسیار مشابه سیستم‌عامل Commodore GEOS است.
با وجود راحتی استفاده از آن، این سیستم‌عامل دارای کمبودها و نقایصی نیز بود.

## کمبودها و نقایص اینسیستم‌عامل
حالت تک پردازشی (البته در نسخه‌های اولیه این سیستم‌عامل) یا چند پردازشی اشتراکی (در نسخه‌های بعدی)، امکان مدیریت حافظه با مقدار محدود، عدم استفاده از حافظه حفاظت شده، و احتمال تداخل با نسخه‌های جدیدتر سیستم‌های عامل دیگری که قابلیت‌های جدیدی (نظیر استفاده از شبکه) را فراهم می‌کنند، از جمله کاستی‌های این سیستم‌عامل به حساب می‌آیند.
نخستین سیستم فایل استفاده شده در مک اواس سیستم فایل مکینتاش (Macintosh File System (MFS)) بود که تنها امکان استفاده از یک سطح پوشه را فراهم می‌کرد. این سیستم فایل در نسخه‌های بعدی، با سیستم فایل Hierarchical File System (HFS) سیستم فایل سلسله مراتبی) که دارای ساختار درختی مدیریت فایل بود، جایگزین شد.
در رابطه با سیستم فایل سیستم‌عامل مکینتاش باید به نکته مهمی اشاره کرد که آن را از سیستم‌های فایل دیگر سیستم‌عامل‌ها متمایز می‌کند. اکثر سیستم‌های فایل که توسط DOS, Unix یا دیگر سیستم‌عامل‌ها استفاده می‌شوند، به سادگی فایل را به صورت یک سری از بایت‌های پیوسته در نظر می‌گیرند بطوریکه هر فایل نیاز به برنامه‌ای دارد که تشخیص دهد آن فایل حاوی چه اطلاعاتی است.
برخلاف این قاعده، MFS و HFS فایل را به صورت دو بخش مجزا (بخش داده و بخش منابع) در نظر می‌گیرند. بخش «داده» (Data) حاوی اطلاعات مشابه با سیستم‌عامل‌های دیگر است (مثلاً بخش داده می‌تواند حاوی متن یک سند یا اطلاعات یک فایل تصویری باشد).
بخش «منابع»(Resource) شامل دیگر اطلاعات ساختاری مربوط به فایل (مانند تعاریف منوها، گرافیک، صدا، یا کدهای اجرایی) است. یک فایل ممکن است تنها شامل بخش منابع باشد (در حالی که بخش داده آن خالی است)، یا تنها شامل بخش داده باشد (در حالی که بخش منابع آن خالی است) یا شامل هر دو بخش داده و منابع باشد.
یک فایل متنی می‌تواند متن را در بخش داده فایل و اطلاعات مربوط به نوع فرمت و قالب بندی متن را در بخش منابع فایل ذخیره کند.
این کار به این منظور انجام می‌شود که مثلاً اگر برنامه‌ای با فرمت قالب بندی متن آشنا نبود، حداقل قادر به خواندن خود متن باشد. از طرف دیگر، این تقسیم‌بندی باعث ناهماهنگی و عدم سازگاری با دیگر سیستم‌های عامل می‌شود؛ با کپی کردن یک فایل از سیستم فایل Mac به سیستم فایلی غیر از Mac بخش منابع فایل از دست می‌رود.
در Mac OS X از ساختار مدیریت حافظه و چند پردازشی کنترل شده مشابه سیستم‌عامل Unix استفاده شده‌است.
این سیستم‌عامل بر مبنای هسته Mach (Mach kernel) یک هسته کوچک سیستم‌عامل که در دانشگاه Carnegie Mellon در ایالت پنسیلوانیای آمریکا طی یک پروژه تحقیقاتی دربارهٔ محاسبات موازی و توزیع شده ایجاد شده‌است و نسخه BSD سیستم‌عامل Unix یک سیستم‌عامل شیءگرا که توسط Steve Jobs در شرکت NeXT ایجاد و توسعه داده شده‌است. سیستم مدیریت حافظه جدید اجازه اجرای برنامه‌های بیشتری را به‌طور هم‌زمان می‌دهد و از بسته شدن برنامه‌های دیگر در حال اجرا به علت crash کردن یک برنامه جلوگیری می‌کند.
همچنین این سیستم‌عامل دومین سیستم‌عامل مکینتاش است که در آن خط فرمان نیز گنجانده شده‌است، هرچند که برای استفاده از این خط فرمان می‌بایست Terminal Emulator توسط کاربر اجرا شود سیستم‌عامل Mac OS دارای خط فرمان نبود و نخستین سیستم‌عامل مکینتاش که دارای خط فرمان بود، سیستم‌عامل A/UX است که توسعه آن متوقف شده‌است).
مشکلات مختلفی باعث شده‌است که Mac OS X نسبت به Mac OS کمتر کاربرپسند باشد و کار با آن مشکل‌تر باشد. از جمله این عوامل نیاز به سخت‌افزار قوی تر برای اجرای سیستم‌عامل، عدم ارائه برخی قابلیت‌های سیستم‌عامل که در نسخه‌های قبلی وجود داشت، و برخی ناسازگاری‌های جدی با نسخه قبلی (زیرا درایورهای نوشته شده برای Mac OS سازگار با Mac OS X نیستند) است.

## بدافزار یا ویروس
رایانه‌های مکینتاش در برابر بدافزارهایی نظیر تروجان ایمن نیستند. هرچند تعداد بدافزارهای موجود برای آن‌ها بسیار کمتر از تعداد متناظر برای ویندوز است در نتیجه بسیار کمتر به این بدافزارها آلوده می‌شوند.